# Serguei Iàkovlev
Serguei Iàkovlev (en rus: Сергей Яковлев) (Almati, 21 d'abril de 1976) és un ciclista kazakh que fou professional del 1999 al 2008. Guanyador del Campionat d'Àsia, i dos cops del Campionat nacional en ruta, també ha participat en dos edicions del Jocs Olímpics.

## Palmarès
- 1997
  -  Campió del Kazakhstan en ruta
- 1999
  - Campió d'Àsia en ruta
  - Vencedor d'una etapa del Circuit Franco-Belga
  - Vencedor d'una etapa de la Volta a Hokkaidō
- 2000
  -  Campió del Kazakhstan en ruta
  - 1r al Volta a Turquia
  - Vencedor d'una etapa del Giro dels Abruços
- 2003
  - Vencedor d'una etapa de la Volta a Suïssa
- 2003
  - Vencedor d'una etapa de la Volta a Indonèsia

### Resultats al Giro d'Itàlia
- 2001. 53è de la classificació general
- 2002. 90è de la classificació general
- 2006. Abandona (18a etapa)
- 2007. Abandona (15a etapa)

### Resultats a la Volta a Espanya
- 2002. Abandona (10a etapa)
- 2006. 31è de la classificació general